# LRIG1
La proteína con repeticiones ricas en leucina y dominios de tipo inmunoglobulina 1 es una proteína que en humanos está codificada por el gen LRIG1. Codifica una proteína transmembrana que se ha demostrado que interactúa con las tirosina quinasas receptoras de la familia EGFR, MET y RET.

## Organismos modelo
| Características                                      | Fenotipo |
| ---------------------------------------------------- | -------- |
| Viabilidad homocigota                                | Normal   |
| Fertilidad                                           | Normal   |
| Peso corporal                                        | Anormal  |
| Ansiedad                                             | Normal   |
| Evaluación neurológica                               | Normal   |
| La fuerza de prensión                                | Normal   |
| Prueba de hot plate                                  | Normal   |
| Dismorfología                                        | Anormal  |
| Calorimetría indirecta                               | Normal   |
| Prueba de tolerancia a la glucosa                    | Normal   |
| Respuesta auditiva del tronco cerebral               | Anormal  |
| DEXA                                                 | Anormal  |
| Radiografía                                          | Anormal  |
| Temperatura corporal                                 | Normal   |
| Morfología ocular                                    | Normal   |
| Química clínica                                      | Anormal  |
| Inmunoglobulinas plasmáticas                         | Normal   |
| Hematología                                          | Normal   |
| Prueba de micronúcleo                                | Normal   |
| Peso del corazón                                     | Normal   |
| Cola epidérmica integral                             | Anormal  |
| Histopatología de la piel                            | Anormal  |
| Histopatología ocular                                | Normal   |
| Infección por Salmonella                             | Anormal  |
| Infección por Citrobacter                            | Anormal  |
| Todas las pruebas y análisis de están extraídas de y |          |

Se han utilizado organismos modelo en el estudio de la función LRIG1. Se generó una línea de ratón knockout condicional, llamada Lrig1tm1a(EUCOMM)Wtsi como parte del International Knockout Mouse Consortium, un proyecto de mutagénesis de alto rendimiento para generar y distribuir modelos animales de enfermedades a científicos interesados.
Se sometieron a animales machos y hembras a un cribado fenotípico estandarizado para determinar los efectos de la eliminación del gen. Se llevaron a cabo veinticinco pruebas en ratones homocigotos mutantes y se observaron diez anomalías significativas, entre ellas peso corporal y grasa corporal total reducidos, piel escamosa, caída anormal del cabello, un grado moderado de deficiencia auditiva, fusión vertebral, química plasmática anormal y mayor susceptibilidad a infección bacteriana (con Salmonella y Citrobacter).